# Изменение на климата
Изменение на климата е термин с широко значение, който се отнася до промяната на климата на Земята в дългогодишен период от време. Същият феномен често се нарича и глобално затопляне, който обаче отчита човешките дейности като главен фактор за затоплянето на климата.
Косвени данни сочат за драматични промени в миналото, включително множество ледникови периоди с различна продължителност.
Когато се отчита ролята на човека обаче извън тези естествени цикли, става дума за антропогенно (тоест предизвикано от човешка дейност) глобално затопляне. Отделянето в атмосферата на въглероден диоксид и други газове като метан, който има по-голям потенциал за затопляне от СО2, предизвиква т.нар. парников ефект, при който отразената от Земята слънчева радиация (предимно в инфрачервения спектър) не може да се разсее в Космоса, а се връща и затопля още повече Земята. Главните парникови емисии произлизат от изгарянето на органични горива в енергетиката (35% за 2010 г.), промишлеността (21% за 2010 г.) и транспорта (14% за 2010 г.), както и от селското стопанство (24% за 2010 г.), в което голяма роля имат в частност обезлесяването и отделянето на метан при отглеждането на селскостопански животни.
Това затопляне е продукт на индустриалната революция, но се засилва още повече през втората половина на ХХ век. За това време средната глобална температура се е повишила с около 0,5 °C, което довежда до оттегляне на континенталните ледници и ледниковите шапки около полюсите, промяна в режима на някои животни. Има опасения за повишаване на нивото на световния океан, както и натрупването на катастрофални метеорологични феномени като наводнения, торнада, снежни бури и др. Едно от сериозните последици, които може да възникнат от топенето на ледовете на Арктика, е складираният под леда метан да навлезе в атмосферата и това да повиши още повече затоплянето на климата и да замърси атмосферния въздух, като го направи опасен за живота на хората и живите организми.
В опит да се забави този процес, през 1992 г. ръководителите на над 150 държави подписват в Рио де Жанейро Рамковата конвенция на ООН за изменението на климата (РКОНИК), която има за цел да се стабилизират „парниковите“ емисии на равнището им от 1990 г. РКОНИК е подсилена със съпътстващия я Протокол от Киото от 1997 г., който предвижда тези емисии да се съкратят средно с 5,8% през периода 2008 – 2012 г. За тази цел може да се използват т.нар. гъвкави механизми – съвместно изпълнение, механизма на чистото развитие и международна търговия с емисии.
Гъвкавите механизми обаче не могат да заместят националните усилия за компенсиране и отслабване на изменението на климата. Най-важните стъпки са последователното провеждане на политика на устойчиво органично земеделие и стимулиране на храненето без животински продукти, енергийна ефективност, намаляването на консумацията на органични горива и въвеждането на алтернативни енергийни източници (слънчеви батерии, вятърни и геотермални електроцентрали, утилизирането на биомаса и др). Необходимо е да се засилят както действията на правителствата по отношение овладяване на климата, така и личните действия на промяна на всеки човек в света към устойчив начин на живот.
В националното екологично законодателство на България са отразени и са в процес на въвеждане редица европейски директиви, целящи осигуряването на регулация на процесите, водещи до промяна на климата. За целта се създава Национален план за разпределение на квотите на парникови газове по отрасли на промишлеността и видове газове.

## Изменението на климата и животновъдството
Според данни на ФАО на ООН в доклада „Дългата сянка на животновъдството“ секторът на отглеждането на селскостопански животни за месо е отговорен за 18% от парниковите емисии, свързани с глобалното затопляне. В оценката се включват изсичането на гори за паша на добитък и отглеждане на фураж за селскостопанските животни по света, количеството метан, което се отделя при храносмилането на преживните селскостопански животни, както и транспортирането на животински продукти до крайните потребители. По този начин животновъдният сектор създава в действителност по-голямо количество парникови газове от тези на целия транспорт по света взети заедно и има сериозен принос за глобалното затопляне.
Животновъдството е отговорно съответно за 37% от всичкия произведен от човешка дейност метан (72 пъти повече потенциал за глобално затопляне от CO2 за 20-годишен период), който до голяма степен е произведен от храносмилателната система на преживните животни, а също така и за 64% амоняк, който допринася значително за киселинни дъждове.
Животновъдството сега използва 30% от повърхността на цялата Земя, главно за постоянни пасища, като включително 33% от обработваемите земи по света са използвани за производство на храна за животни, отбелязва докладът.
Изсичането на горите за създаване на нови пасища е основен двигател на обезлесяването, особено в Латинска Америка, където над 80% от бившите гори в Амазонка са се превърнали в пасища или земи за фураж.
Доклад, озаглавен „Животновъдството и климатичните промени" от 2009 г. на Worldwatch Institute публикува данни, според които делът на парниковите емисии от отглеждането на добитък за месо и млечни продукти е дори по-голям и значителен – 51%. В доклада се допълва, че при пресмятането на емисиите от животновъдния сектор в доклада на ООН от 2006 г. „Дългата сянка на животновъдството“ не са отчетени емисиите от селскостопанските животни, идващи от дишането им, пропуснати ползи от изсечени гори, допълнителен метан и четири недооценени фактора.
Вследствие на военните конфликти през 2022 г., множество критици се опасяват, че ескалиралата световна криза ще допринасе за изменението на климата.